# Offer och gärningsmän
Offer och gärningsmän är en svensk-dansk-norsk-finsk TV-serie från 1999 i regi av Tomas Alfredson och efter manus av Klas Östergren. Serien hade premiär i Sveriges Television 25 januari till 15 februari 1999 och repriserades 1999–2000. I februari 2019 publicerades den i SVT:s Öppet arkiv för första gången.

## Avsnitt
Serien består av fyra fristående avsnitt. Samtliga utspelar sig i en svensk stad under 1990-talet.

### Konsulten och sveket
Sändes 25 januari 1999.
En ung yrkesarbetande mor (Pernilla August) reser till en kursgård, för att sedan komma hem som en ny människa.

### Entreprenörer i kärlek
Sändes 1 februari 1999.
En förmögen arkitekt (Thommy Berggren) blir som besatt av en städerska med invandrarbakgrund (Aida Jerkovic).

### Ombudsman och clown
Sändes 8 februari 1999.
En ryggskadad minneskonstnär (Ivan Mathias Petersson) ser sin chans som förtidspensionär i den undre världen.

### Offer och gärningsmän
Sändes 15 februari 1999.
Ett kärlekspar står i kyrkan och ska gifta sig, men efter att brudgummen (Sven Ahlström) dröjer ovanligt länge med svaret till prästen, förändras livet för bruden (Malena Engström).

## Rollista
- Malena Engström - Zenitha
- Sven Ahlström - Pehr
- Ivan Mathias Petersson - Benke
- Stig Grybe - Charken
- Lars Passgård - Sandvikaren
- Kenneth Milldoff - Bruno
- Christer Strandberg - Esset
- Rasmus Troedsson - Jimmy
- Willy Pettersson - Knekten
- Cecile Anckarswärd - fröken Weismüller
- Annika Johansson - Bibi
- Thommy Berggren - Fredrik Berg
- Britt Andersson - Lollo
- Hanna Landing - prästen
- Pernilla August - Pia
- Sven-Åke Gustavsson - Danne
- Björn Montnémery - Oskar
- Adriana Essén - Vera
- Lena Söderblom - mormor
- Per Jonsson - morfar
- Magnus Leverin - mätare
- Aida Gordon - städerskan